# Walram III van Nassau
Walram III van Nassau (1294 – na 22 december 1324), Duits: Walram III. Graf von Nassau, was graaf van Nassau uit de Walramse Linie van het Huis Nassau.

## Biografie
Walram was de jongste zoon van graaf Adolf van Nassau en Imagina van Isenburg-Limburg, dochter van Gerlach I van Isenburg, heer van Limburg an der Lahn en Imagina van Blieskastel.
Walram regeerde volgens oorkonden tussen 1312 en 1316 samen met zijn broer Gerlach I.
Van Walram worden geen huwelijk en kinderen vermeld.

## Voorouders
| Voorouders van Walram III van Nassau | Voorouders van Walram III van Nassau                                                                      | Voorouders van Walram III van Nassau                                                                      | Voorouders van Walram III van Nassau                                                  | Voorouders van Walram III van Nassau                                                  | Voorouders van Walram III van Nassau                                                 | Voorouders van Walram III van Nassau                                                 | Voorouders van Walram III van Nassau                                                 | Voorouders van Walram III van Nassau                                                 |
| ------------------------------------ | --- | --- | ------------------------------------------------------------------------------------- | ------------------------------------------------------------------------------------- | ------------------------------------------------------------------------------------ | ------------------------------------------------------------------------------------ | ------------------------------------------------------------------------------------ | ------------------------------------------------------------------------------------ |
| Betovergrootouders                   | Walram I van Nassau (ca. 1146–1198) ⚭ Kunigunde (?–1198)                                                  | Otto I van Gelre en Zutphen (?–1207) ⚭ ca. 1185 Richardis van Beieren (?–1231)                            | Diederik I van Katzenelnbogen (?–1214/19) ⚭ ? (?–?)                                   | ? (?–?) ⚭ ? (?–?)                                                                     | Gerlach IV van Isenburg (?–vóór 1167) ⚭ ? (?–?)                                      | ? (?–?) ⚭ ? (?–?)                                                                    | Folmar II van Blieskastel (?–vóór 1223) ⚭ Jutta van Saarbrücken (?–?)                | Hendrik II van Sayn (?–1204) ⚭ 1228 Agnes van Saffenberg (?–1201)                    |
| Overgrootouders                      | Hendrik II ‘de Rijke’ van Nassau (ca. 1180–1247/50) ⚭ vóór 1215 Machteld van Gelre en Zutphen (?–na 1247) | Hendrik II ‘de Rijke’ van Nassau (ca. 1180–1247/50) ⚭ vóór 1215 Machteld van Gelre en Zutphen (?–na 1247) | Diederik II van Katzenelnbogen (?–1245) ⚭ vóór 1219 Hildegunde (?–?)                  | Diederik II van Katzenelnbogen (?–1245) ⚭ vóór 1219 Hildegunde (?–?)                  | Hendrik I van Isenburg-Cleeberg (?–vóór 1227) ⚭ Irmingard (?–1213/18)                | Hendrik I van Isenburg-Cleeberg (?–vóór 1227) ⚭ Irmingard (?–1213/18)                | Hendrik van Blieskastel (?–1237) ⚭ vóór 1225 Agnes van Sayn (?–1259)                 | Hendrik van Blieskastel (?–1237) ⚭ vóór 1225 Agnes van Sayn (?–1259)                 |
| Grootouders                          | Walram II van Nassau (ca. 1220–1276) ⚭ vóór 1250 Adelheid van Katzenelnbogen (?–1288)                     | Walram II van Nassau (ca. 1220–1276) ⚭ vóór 1250 Adelheid van Katzenelnbogen (?–1288)                     | Walram II van Nassau (ca. 1220–1276) ⚭ vóór 1250 Adelheid van Katzenelnbogen (?–1288) | Walram II van Nassau (ca. 1220–1276) ⚭ vóór 1250 Adelheid van Katzenelnbogen (?–1288) | Gerlach I van Isenburg-Limburg (?–1289) ⚭ Imagina van Blieskastel (?–vóór 1298)      | Gerlach I van Isenburg-Limburg (?–1289) ⚭ Imagina van Blieskastel (?–vóór 1298)      | Gerlach I van Isenburg-Limburg (?–1289) ⚭ Imagina van Blieskastel (?–vóór 1298)      | Gerlach I van Isenburg-Limburg (?–1289) ⚭ Imagina van Blieskastel (?–vóór 1298)      |
| Ouders                               | Adolf van Nassau (ca. 1255–1298) ⚭ ca. 1271 Imagina van Isenburg-Limburg (?–na 1317)                      | Adolf van Nassau (ca. 1255–1298) ⚭ ca. 1271 Imagina van Isenburg-Limburg (?–na 1317)                      | Adolf van Nassau (ca. 1255–1298) ⚭ ca. 1271 Imagina van Isenburg-Limburg (?–na 1317)  | Adolf van Nassau (ca. 1255–1298) ⚭ ca. 1271 Imagina van Isenburg-Limburg (?–na 1317)  | Adolf van Nassau (ca. 1255–1298) ⚭ ca. 1271 Imagina van Isenburg-Limburg (?–na 1317) | Adolf van Nassau (ca. 1255–1298) ⚭ ca. 1271 Imagina van Isenburg-Limburg (?–na 1317) | Adolf van Nassau (ca. 1255–1298) ⚭ ca. 1271 Imagina van Isenburg-Limburg (?–na 1317) | Adolf van Nassau (ca. 1255–1298) ⚭ ca. 1271 Imagina van Isenburg-Limburg (?–na 1317) |